# Palazzo San Felice (Nápoly)
A Palazzo San Felice nevét híres nápolyi barokk tervezője, Ferdinando Sanfelice után kapta. Az épületet 1725-ben kezdték építeni két belső udvar körül, melyek végét egy-egy díszlépcső zárja le. A homlokzatot rokokó stukkók és szobrok díszítik. A belső udvarokra (egyik nyolcszögű, másik négyszögletes) külön ajtókon keresztül juthat a látogató.